# Salle des fêtes
Pour les articles homonymes, voir Salle des fêtes (homonymie).

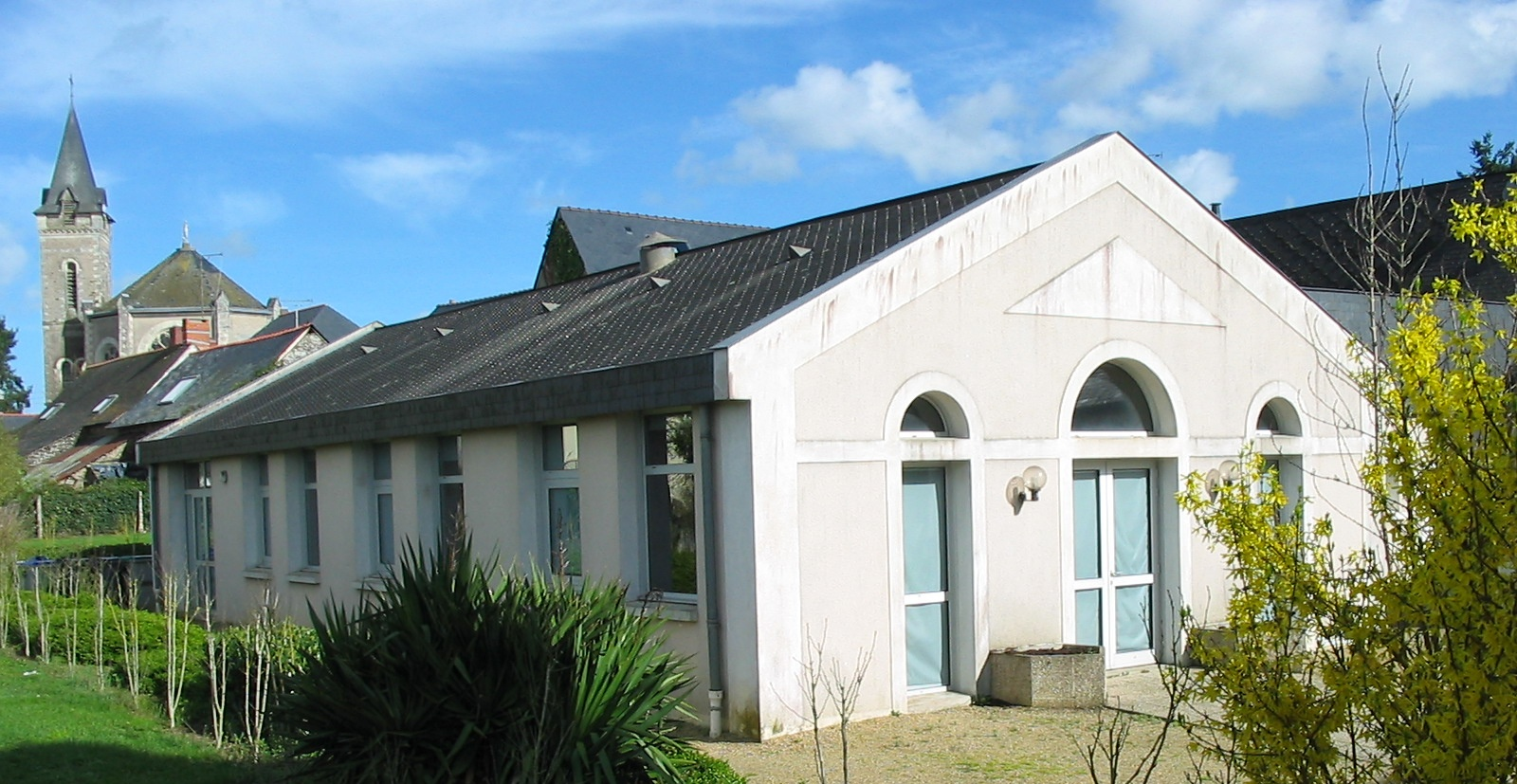
Salles des fêtes de Brain-sur-Longuenée

Une salle des fêtes ou salle polyvalente est un lieu public qui est mis à la disposition des habitants pour tenir un évènement festif. Le bâtiment est généralement la propriété de la commune et géré par le service municipal chargé de la vie associative.
Dans les villages, les événements qui nécessitent une vaste pièce couverte se tiennent dans les écoles, dans les salles de sports ou dans une salle annexe à la mairie. Les salles spécifiques sont nécessaires si l'activité culturelle est plus importante et nécessite de mobiliser plus souvent l'espace. Outre l'investissement immobilier, l'équipement d'une salle communale représente un coût de fonctionnement dans le budget municipal. La ville peut louer la salle ou la mettre gracieusement à disposition des utilisateurs.
Ces salles peuvent être équipé de vestiaires, de tables et de chaises et souvent d'une cuisine pour pouvoir organiser un repas. Elles peuvent également être sonorisées, mais ces bâtiments sont néanmoins soumis aux législations sur le bruit.